# Zeche Vereinigte Glückauf
Die Zeche Vereinigte Glückauf in Durchholz ist ein ehemaliges Steinkohlenbergwerk. Die Zeche wurde vor dem Jahr 1836 Zeche Glückauf genannt und danach umbenannt in Zeche Vereinigte Glückauf & Hegermann. Ein weiterer Name für das Bergwerk war Zeche Glückauff im Gerichts Herbede. Das Bergwerk gehörte zum Märkischen Bergamtsbezirk und dort zum Geschworenenrevier Hardenstein.

## Geschichte

### Die Zeit als Vereinigte Glückauf
Im Jahr 1762 bat der Gewerke Peter Jürgen beim Bergamt um die Genehmigung, eine aufgegebene Kohlenbank im Padberger Siepen wieder neu bearbeiten zu dürfen. Diese Kohlenbank war bereits früher bearbeitet worden, war allerdings wegen der zu hoch angesetzten Ackeldruft nicht mehr weiter bearbeitet worden. Noch im selben Jahr wurde zwischen der heutigen Siedlung „Am Padtberg“ und der „Hohen Egge“ ein Stollen angesetzt. In den Unterlagen wurde vermerkt: „eine tiefere Ackeldruft wurde bereits angesetzt“. Am 15. September desselben Jahres wurde die Kohlenbank durch den Berggeschworenen Heintzmann in Augenschein genommen. Nach der Inaugenscheinnahme befürwortete der Geschworene Heintzmann die Belehnung. Um die zu erwartenden Kosten bestreiten zu können, nahm sich Peter Jürgen mit Caspar Dürholt und Henrich Peter Niepmann zwei Mitgewerken. Jeder der drei Gewerken wurde zu einem Drittel an dem Bergwerkseigentum beteiligt. Da dem Gewerken Henrich Peter Niepmann die Kosten zu hoch wurden, schied er bereits nach kurzer Zeit wieder aus der Gemeinschaft aus. Im Jahr 1766 war das Bergwerk in Betrieb und erbrachte bereits Ausbeute. Am 10. Januar desselben Jahres wurde per Reskript die beantragte Belehnung befürwortet. Wenige Jahre später wurde der Betrieb wegen zu geringer Bauwürdigkeit wieder eingestellt.
Am 4. August des Jahres 1771 wurde das Grubenfeld vermessen und am 28. August desselben Jahres wurde ein Längenfeld verliehen. Da der Gewerke Niepmann ausgeschieden war, wurde Henrich Melchior Schachmann als Mitgewerke am Bergwerkseigentum beteiligt. Die Wiederinbetriebnahme des Bergwerks hatten die Gewerken zeitnah nach der Verleihung geplant. Am 28. August des Jahres 1771 waren als Gewerken Diedrich Henrich, Caspar Dürholt und Henrich Melchior Schachmann in den Unterlagen vermerkt. Alle Gewerken hatten einen Anteil von 42 2/3 Kuxen. Die Gewerken waren bereit, die Rezeßgelder wieder zu zahlen, falls erforderlich sollte eine neue Belehnung erteilt werden. Im Jahr 1774 war die Zeche zunächst in Betrieb, sie wurde später jedoch stillgelegt. Im Februar des Jahres 1824 wurde die Zeche wieder in Betrieb genommen. Im selben Jahr wurde ein alter Schacht mit dem Namen Schacht Rudolph neu geteuft. Im Jahr 1826 wurde der tiefe Stollen vorgetrieben. Im Jahr 1830 wurde am Schacht Walfisch Abbau betrieben, es wurden 608 Tonnen Steinkohle gefördert. Im Jahr 1835 waren die Schächte Ludwig und Primus in Betrieb. Schacht Ludwig war mit einem Pferdegöpel ausgestattet. In diesem Jahr wurden 5199 Tonnen Steinkohle gefördert. Im Jahr 1836 wurde die Zeche Vereinigte Glückauf in Zeche Vereinigte Glückauf & Hegermann umbenannt.

### Vereinigte Glückauf & Hegermann
Die Zeche Vereinigte Glückauf & Hegermann in Durchholz war auch unter dem Namen Zeche Glückauf & Hegermann bekannt, meist wurde sie aber nur Zeche Vereinigte Glückauf genannt. Nach der Umbenennung im Dezember des Jahres 1836 wurde an den Schächten Ludwig und Primus abgebaut. In den Jahren 1840 und 1845 war der mit einem Pferdegöpel ausgestattete Schacht Ende in Betrieb. Am 3. April des Jahres 1848 wurde das Längenfeld Hegermann I Erweiterung verliehen. Im Jahr 1854 wurde ein Stollenmundloch auf der östlichen Seite des Pleßbachtales angeschlagen. Im Jahr 1867 waren zwei Stollen und der tonnlägige Schacht Gustav in Betrieb. Dieser Schacht war mit einem Pferdegöpel ausgestattet und hatte eine flache Teufe von 57 Lachtern. Im Jahr 1876 wurde der Schacht Gustav bis 51 Meter unter die Stollensohle tiefer geteuft. Im Jahr 1880 umfasste die Berechtsame ein Längenfeld. Im Jahr 1885 wurde die Zeche Vereinigte Glückauf & Hegermann nach Abbau der Kohlenvorräte stillgelegt. Im Jahr 1901 wurde das Grubenfeld zunächst der Zeche Blankenburg zugeschlagen. Im Jahr 1933 kaufte die Zeche Elisabethenglück das Grubenfeld.

### Förderung und Belegschaft
Die ersten bekannten Förderzahlen des Bergwerks stammen aus dem Jahr 1836, in dem 2093¾ preußische Tonnen Steinkohle gefördert wurden. Im Jahr 1840 stieg die Förderung auf 21.062⅛ preußische Tonnen Steinkohle an. Die ersten bekannten Belegschaftszahlen des Bergwerks stammen aus dem Jahr 1845, damals waren 15 Bergleute auf dem Bergwerk beschäftigt, die eine Förderung von 2995 Tonnen erbrachten. Die maximale Förderung wurde im Jahr 1855 mit 25 Bergleuten erbracht; es wurden 29.724 preußische Tonnen Steinkohle gefördert. Im Jahr 1863 sank sie auf 2998 Tonnen. Im Jahr 1867 wurden mit 13 Bergleuten 63.008 Scheffel Steinkohle gefördert. Im Jahr 1870 wurden mit 14 Bergleuten 14.603 preußische Tonnen Steinkohle gefördert. Im Jahr 1875 sank die Förderung auf 1031 Tonnen, diese Förderung wurde von 18 Bergleuten erbracht. Im Jahr 1880 waren 14 Bergleute auf der Zeche beschäftigt, die eine Förderung von 2182 Tonnen erbrachten. Die letzten bekannten Belegschaftszahlen des Bergwerks stammen aus dem Jahr 1883, in diesem Jahr waren noch sieben Bergleute auf dem Bergwerk beschäftigt, die eine Förderung von 1582 Tonnen Steinkohle erbrachten. Die letzten bekannten Förderzahlen des Bergwerks stammen aus dem Jahr 1885, in diesem Jahr wurden noch 741 Tonnen Steinkohle gefördert.

## Hegermann
Die Zeche Hegermann war eine Zeche in Durchholz, über diese Zeche wird nur wenig berichtet. Am 10. Januar des Jahres 1766 wurde die Mutung eingelegt, anschließend ging die Zeche östlich vom Pleßbach in Betrieb. Am 9. März des Jahres 1821 wurden die Längenfelder Hegermann Nr. 1 und Hegermann Nr. 2 verliehen. Zwischen den Jahren 1846 bis 1848 kam es zur Konsolidation mit der Zeche Vereinigte Glückauf & Hegermann.